# Ambligonit
Ambligonit je fluorofosfatni mineral s kemijsko formulo (Li,Na)AlPO4(F,OH). Pojavlja se v  depozitih pegmatita in je lahko zamenljiv z albitom in drugimi ortoklazi. Njegova gostota, razkolnost in barva plamena so diagnostični preskus za litij. Ambligonit tvori serijo z montebrazitom, ki je spodnji fluorov končni člen. Geološko se pojavlja v granitnih pegmatitih, visokotemperatunih kositrovih žilah in ortoklazih. Spremljajoči minerali so spodumen, apatit, lepidolit, turmalin in drugi litij vsebujoči minerali v pegmatitnih žilah. Vseuje okoli 10% litija in je zato pomemben vir tega elementa. Tržno najpomembnejša nahajališča ambligonita so v Kaliforniji in Franciji.

## Zgodovina
Mineral je leta 1817 na Saškem odkril in opisal August Breithaupt. Ime ambligonit je sestavljeno iz grških izrazov amblus, top in gonia, kót zaradi topih kotov med razkoli. Kasneje so ga odkrili tudi v Montebrasu, Francija in Hebronu, Maine, ZDA. Zaradi rahlih razlik v optičnih lastnostih in sestavi se minerala s teh lokacij imenujeta tudi  montebrazit in  hebronit. Največji dokumentirani monokristal ambligonita je meril 7,62 × 2,44 × 1,83 m in tehtal približno 102 toni.

## Draguljarstvo
Prozorni ambligonit je drag kamen, čeprav se rad lomi in je zaradi majhne trdote (5,5-6) slabo obstojen proti obrabi.  Glavni viri ambligonita, uporabnega v draguljarstvu, so v Braziliji in ZDA, manjši pa v Avstraliji, Franciji, Nemčiji, Namibiji, Norveški in Španiji.
- Različno brušeni kristali ambligonita
- Ambligonit iz Taquarala, Minas Gerais, Brazilija; merilo pod njim: 1 palec in 1 cm